# Идэнам
Идэнам (кор. 이대남), или Злой мужчина в возрасте двадцати лет — придуманный в Республике Корее термин, который начали использовать в конце 2010-х годов. В основном используется для обозначения негативных тенденций в отношении к феминизму у мужчин в возрасте 20 лет. Противоположным выражением является Идэнё (корейский: кор. 이대녀), которое относится к поколению женщин в возрасте около 20 лет. В англоязычных СМИ существует тенденция просто называть приверженцев данных взглядов молодым человеком или злым молодым человеком.

## Взгляды
Идэнам имеют негативную реакцию к феминизму, и некоторые из них, как говорят, имеют черты поколение снежинок. Их также сравнивают со «Злыми молодыми людьми» из книги Сьюзен Фалуди 1991 года «Ответная реакция: необъявленная война против американских женщин». Идэнам категорически против мизандрии (кор. 남성혐오).
В 2021 году опрос, проведённый Национальной комиссией по правам человека Кореи, показал, что 70% мужчин в возрасте около 20 лет выступают против позитивной дискриминации в отношении женщин. Некоторые идэнамцы считают, что мужчины в возрасте 20 лет, которые не дискриминируют женщин, становятся жертвами обратной дискриминации в результате позитивных действий (для женщин), проводимых феминистами старшего возраста.
В отличие от «злых белых людей» — ультраправых с низким доходом в Соединённых Штатах, — антифеминизм в Южной Корее более выражен среди молодых мужчин с высоким доходом. Кроме того, согласно статистике за 2021 год, мужчины в возрасте от 20 до 30 лет (Идэнам) менее склонны поддерживать права ЛГБТ, чем мужчины в возрасте от 40 до 50 лет («мужчины поколения 386»).

## Идэнам в политике Южной Кореи
Феномен Идэнам — это социальная реакция, аналогичная западному «злому белому человеку», которая приводит к политическому консерватизму или популизму (включая как левую, так и правую стороны). Южнокорейский правоцентристский журналист «Чунъанъ ильбо» сообщил, что Ли Джун Сок, бывший лидер «Силы народа», использует антифеминистские расследования, чтобы завоевать голоса Идэнам.
Либеральное правительство Республики Кореи демократа Мун Чжэ Ина проводило политику, более благоприятную для женщин, чем предыдущий консервативный режим (правительства Ли Мён Бака и Пак Кын Хе), и мужчины в возрасте около 20 лет испытывают к нему серьёзную антипатию. Юн Сок Ёль из правоконсервативной «Силы народа» и даже Ли Чжэ Мён из леволиберальной «Демократической партии», основные кандидаты на президентских выборах в Южной Корее в 2022 году, вызывают споры из-за своего негативного отношения к феминизму, в попытке заполучить голоса Идэнама. Ан Чхоль Су из центристской консервативно-либеральной «Народной партии» раскритиковал обоих кандидатов за пропаганду женоненавистничества и осведомлённости об Идэнаме, отметив, что южнокорейские правые социал-консерваторы пытаются сделать Идэнам своим главным сторонником, активно нападая на феминизм.